# 움엘부아기주

움엘부아기주

움엘부아기주(아랍어: ولاية أم البواقي)는 알제리 북동부에 위치한 주로, 주도는 움엘부아기이며 면적은 6,768km2, 인구는 644,364명(2008년 기준)이다.